# Henryk Rodakowski

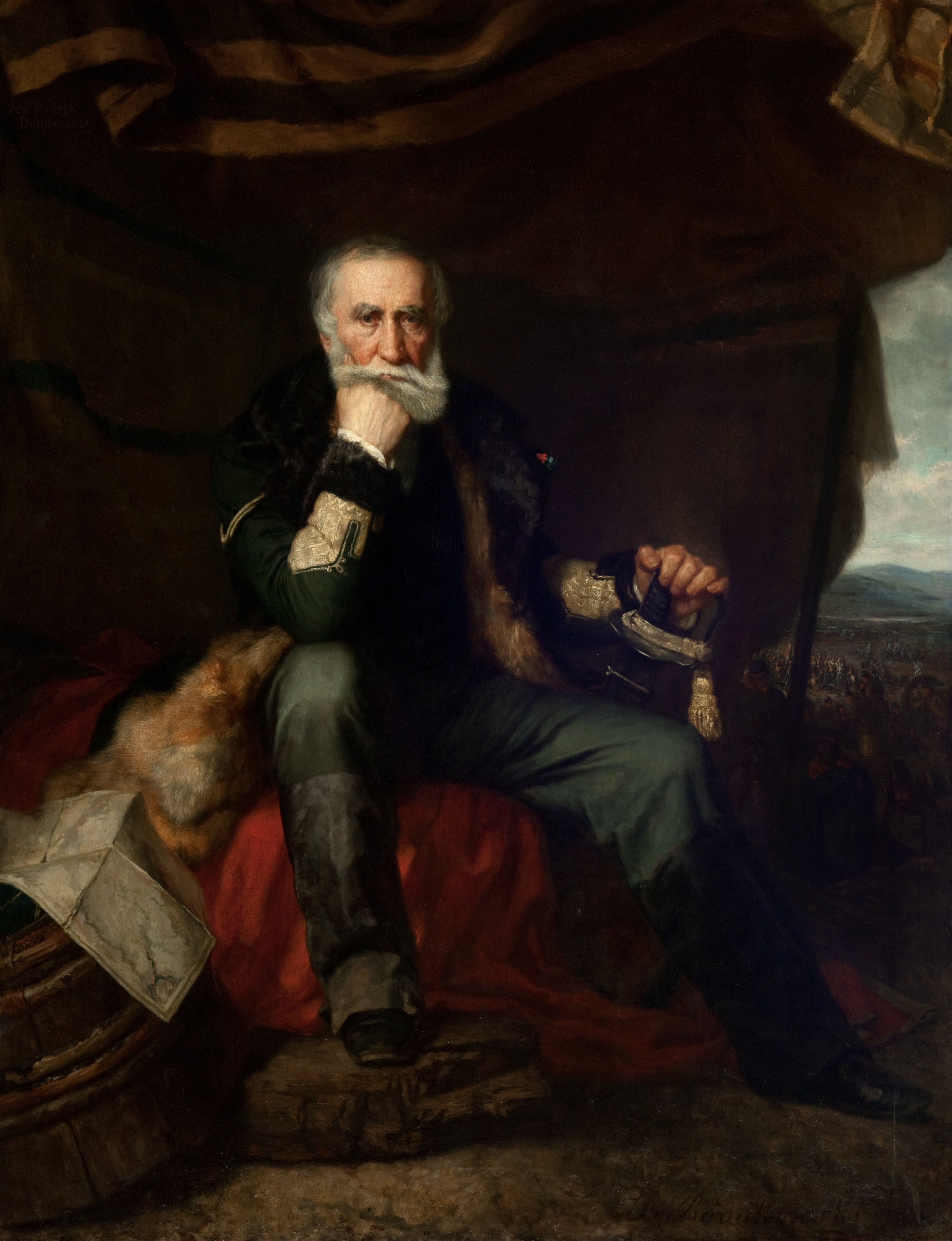
Portret generała Henryka Dembińskiego, 1852 Muzeum Narodowe w Krakowie

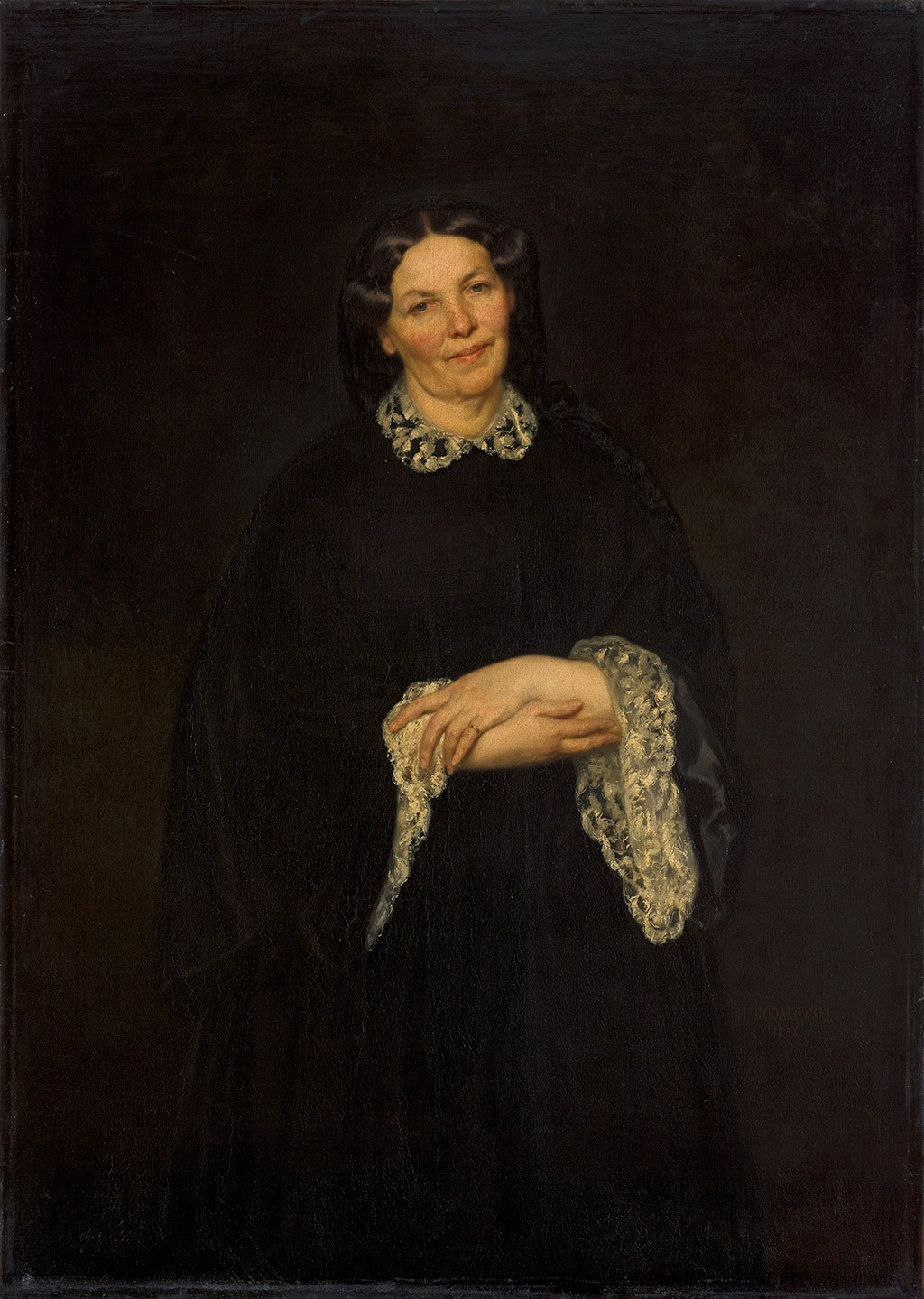
Portret matki z 1853 roku Muzeum Sztuki w Łodzi (Pałac Herbsta)

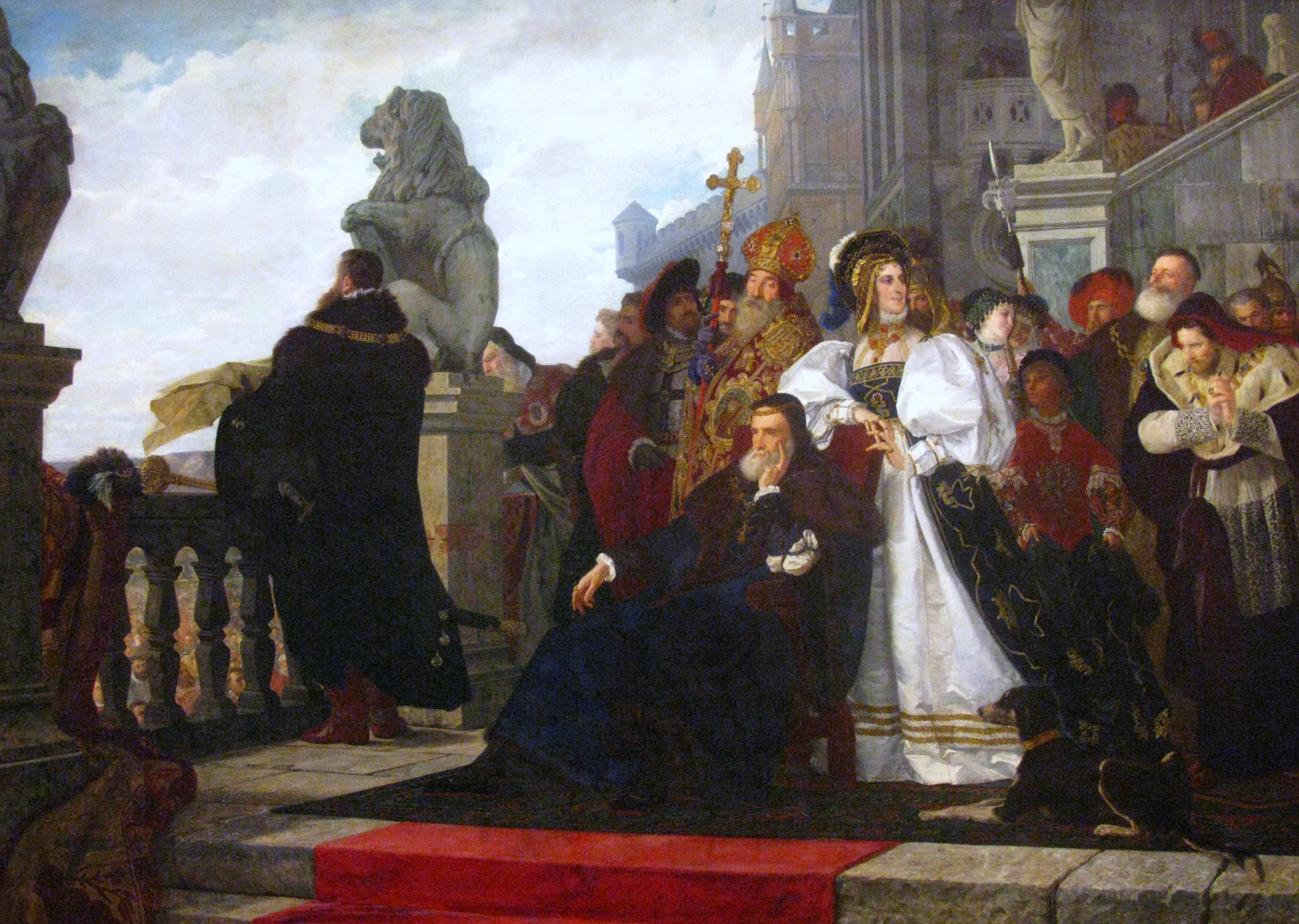
Wojna kokosza z 1872 roku Muzeum Narodowe w Warszawie

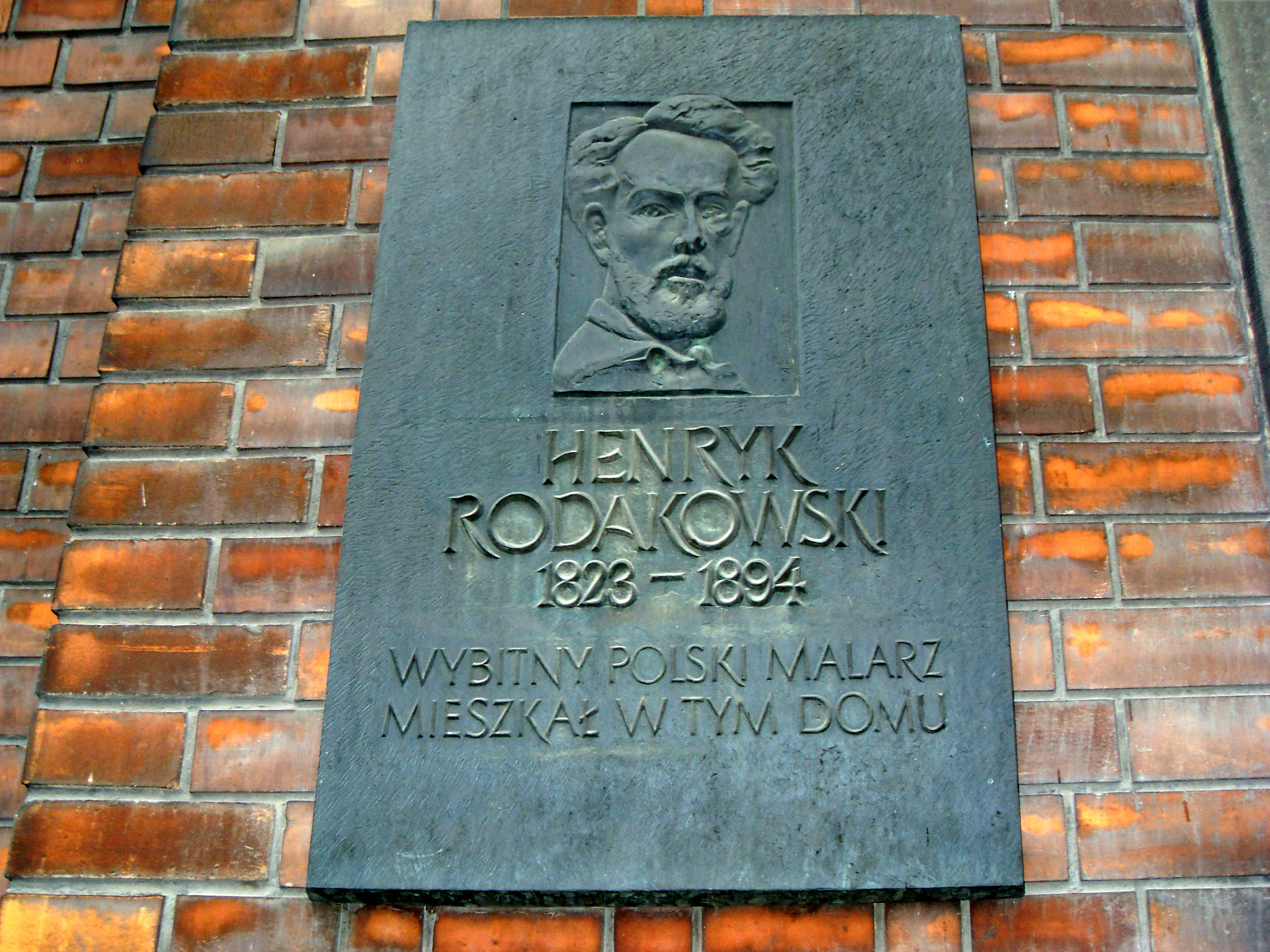
Tablica w Krakowie przy ul. Krupniczej

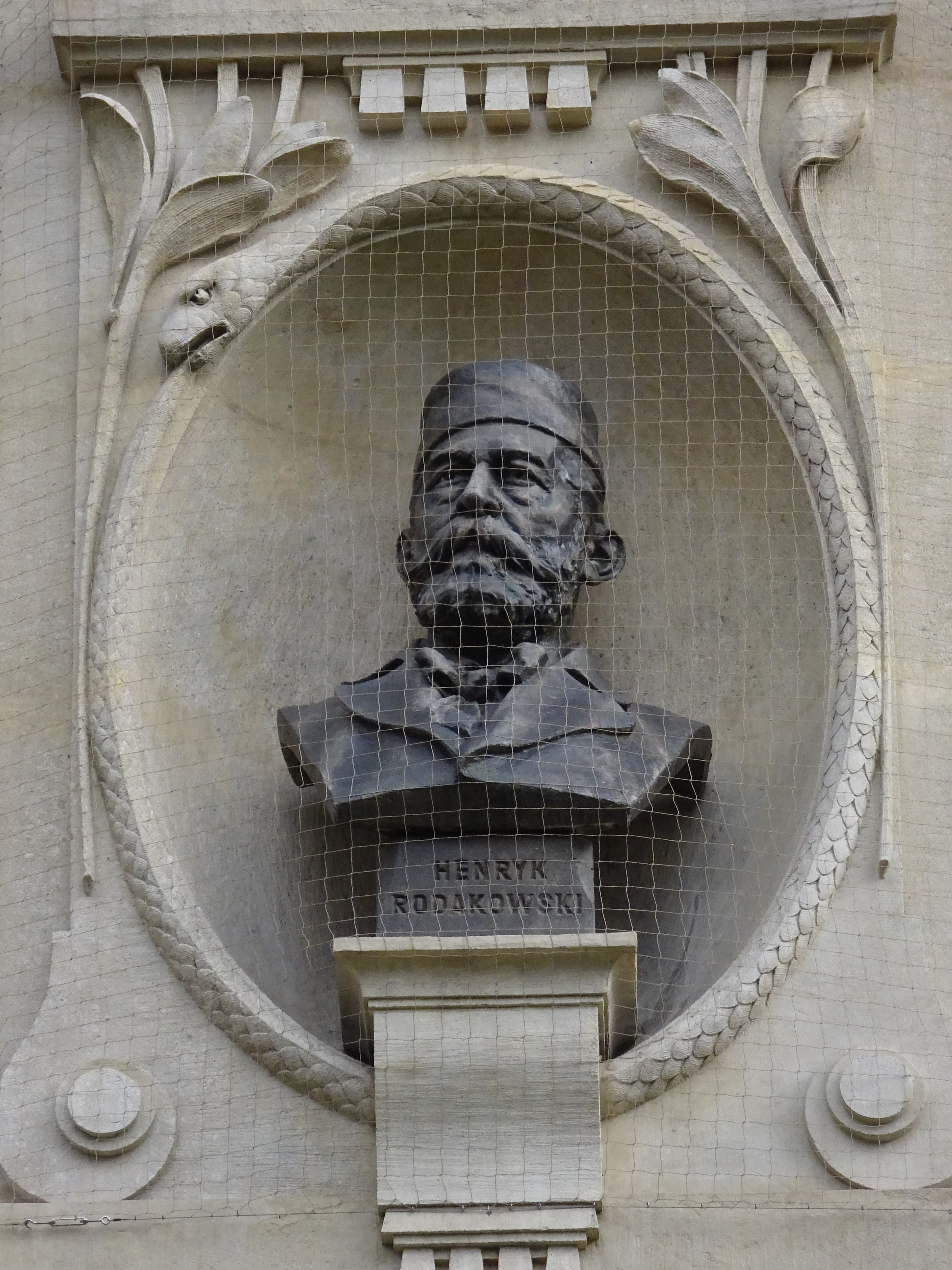
Popiersie Henryka Rodakowskiego na Pałacu Sztuki w Krakowie

Henryk Hipolit Rodakowski (ur. 9 lipca 1823 we Lwowie, zm. 28 grudnia 1894 w Krakowie) – polski malarz realistyczny, portrecista.

## Życie
Wywodził się z rodziny prawniczej. Kontynuując tradycje rodzinne w latach 1841–1845 studiował prawo w Wiedniu. Tam też uczył się malarstwa u Josepha Danhausera (1805–1845) i Franza Eybla (1806–1880). W latach 1846–1867 mieszkał w Paryżu, gdzie najpierw kontynuował naukę u Leona Cognieta. Na tamtejszym Salonie w 1852 odniósł pierwszy większy sukces zdobywając medal I klasy w dziedzinie portretu za obraz przedstawiający podobiznę generała Dembińskiego w mundurze generała rewolucji węgierskiej. Jego pracownię odwiedził wówczas słynny malarz Eugène Delacroix.
W 1861 ożenił się z owdowiałą miłością czasów młodzieńczych – Kamilą z Salzgeberów Blühdorn, z którą miał dwoje dzieci Zygmunta i Marię Woźniakowską. Jego prawnukiem był Jacek Woźniakowski (1920–2012), historyk sztuki, pisarz, współzałożyciel wydawnictwa „Znak”.
W 1866 został członkiem Polskiego Towarzystwa Historyczno-Literackiego w Paryżu. W rok później opuścił Paryż i powrócił do kraju. Zamieszkał w majątku Pałahicze, położonym 23 km na wschód od Stanisławowa, następnie w Bortnikach po wybudowaniu wspaniałego dworu w stylu eklektycznym, 8 km na południe od Chodorowa w woj. lwowskim. Pod koniec życia osiadł w 1893 w Krakowie. Mieszkał na ulicy Krupniczej 5. 
W 1893 został dyrektorem i prezesem Towarzystwa Przyjaciół Sztuk Pięknych i przewodniczącym Komitetu Muzeum Narodowego. 24 grudnia 1894 został nominowany na dyrektora Szkoły Sztuk Pięknych, jednak stanowiska tego nie objął, umierając niespodziewanie cztery dni później 28 grudnia 1894 po krótkiej chorobie. Pochowany został na cmentarzu Rakowickim w Krakowie, w kwaterze W-płd.-11, w grobowcu rodzinnym.

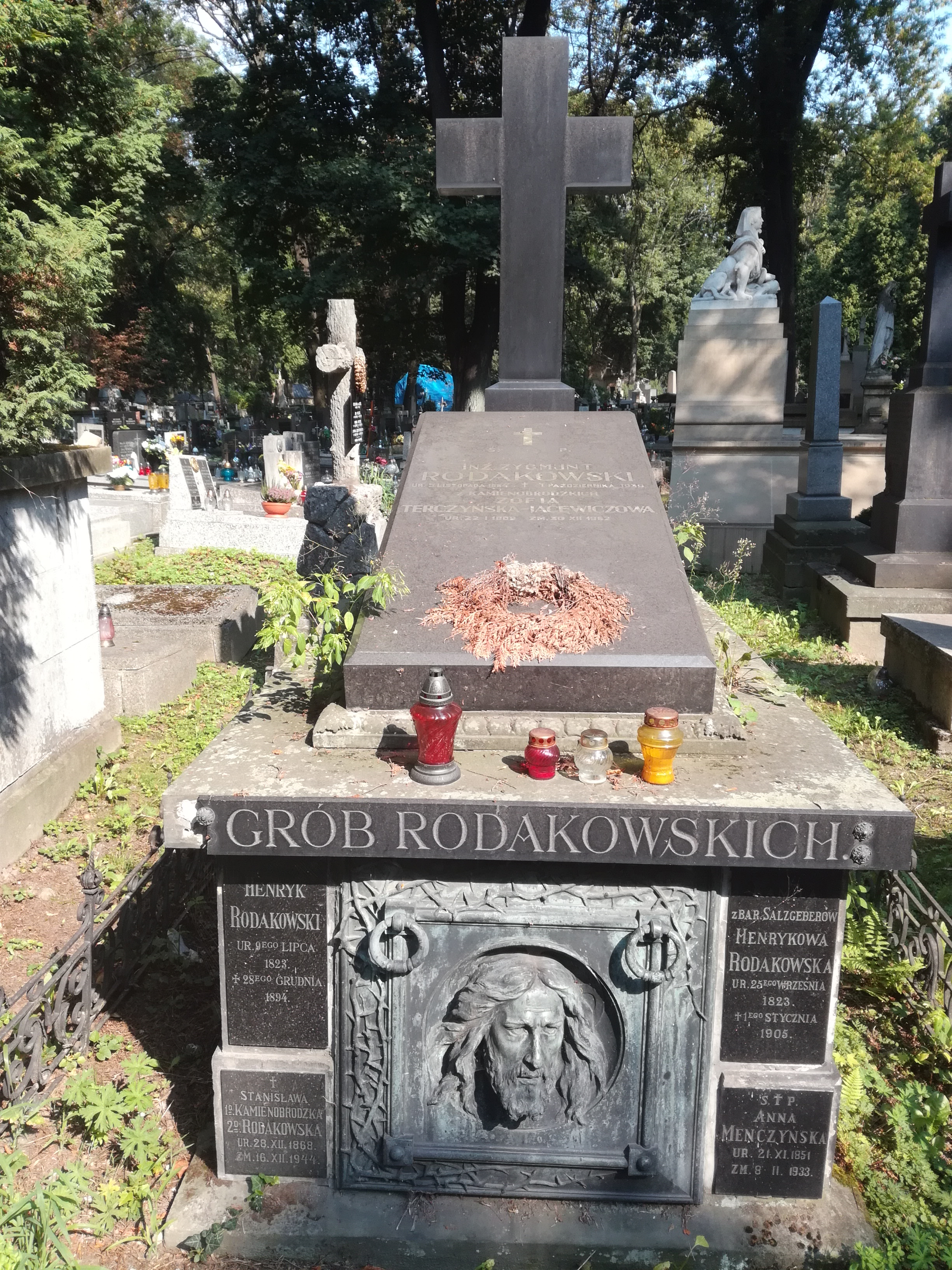
Grób Henryka Rodakowskiego na cmentarzu Rakowickim w Krakowie

Był kawalerem Legii Honorowej, otrzymał również Krzyż Kawalerski Orderu Leopolda i Order Franciszka Józefa.

## Twórczość
Malował głównie portrety, sporadycznie obrazy historyczne (np. Wojna kokosza), rodzajowe (cykl akwarel Album Pałahickie) i animalistyczne (np. Pies Stróż). W swojej twórczości łączył elementy romantyzmu i klasycyzmu. Inspirował się sztuką antyczną i malarstwem włoskiego renesansu (Paolo Veronese). Jego portrety odznaczają się wnikliwą charakterystyką psychologiczną, precyzyjnym rysunkiem, harmonijnym układem postaci, mistrzowskim operowaniem barwą (zwłaszcza czernią i bielą) oraz świetlistą fakturą wydobywającą twarz i dłonie modela. Jego dwa arcydzieła – Generał Henryk Dembiński (1852) i Portret matki (1853) – zostały nagrodzone na wystawach paryskich. Za Portret generała Henryka Dembińskiego artysta otrzymał na Salonie paryskim w 1852 medal I klasy. Portret matki został nagrodzony medalem III klasy na Wystawie Światowej w Paryżu w 1855. Oba płótna przyniosły mu europejski rozgłos.

### Wybrane dzieła
- Album Pałahickie (1867-1868),23 x 32 cm, Muzeum Lubuskie
- Autoportret przy sztalugach (1858), 60 × 45 cm, Muzeum Narodowe w Krakowie
- Chłopka międląca konopie (1859), 46 × 38 cm, Muzeum Narodowe w Warszawie
- Marszałek (1859), 56 × 46,5 cm, Muzeum Narodowe w Poznaniu
- Portret Adama Mickiewicza (1856), 125 × 95 cm, Muzeum Literatury im. Adama Mickiewicza w Warszawie
- Portret brata przyrodniego, Wiktora Rodakowskiego (1851), 59 × 47 cm, Muzeum Ziemi Tarnowskiej w Tarnowie
- Portret Babetty Singer, ciotki artysty (1851), 59 × 46,5 cm, Muzeum Narodowe w Warszawie
- Portret córki artysty, Marii Woźniakowskiej (1891), 120 × 85 cm, Lwowska Galeria Sztuki
- Portret dziewczyny z wachlarzem (1874), 118 x 76,5 cm, Kolekcja prywatna
- Portret generała Henryka Dembińskiego (1852), 178 × 139 cm, Muzeum Narodowe w Krakowie
- Portret Leona Sapiehy (1878), 119,5 × 85,5 cm, Muzeum Narodowe w Krakowie
- Portret Leonii Blüdborn (1871),101,5 × 74,5 cm, Muzeum Narodowe w Warszawie
- Portret Maksymiliana Rodakowskiego, brata artysty (1863), 109,5 x 76,5, Muzeum Narodowe w Warszawie
- Portret matki (1853), 134 × 95 cm, Muzeum Sztuki w Łodzi (Pałac Herbsta)
- Portret ojca artysty (1850), 116 × 89 cm, Muzeum Narodowe w Warszawie
- Portret Rogera Raczyńskiego (1859), 118 × 86 cm, Muzeum Narodowe w Poznaniu
- Portret siostry artysty, Wandy (1858), 121 × 91 cm, Muzeum Śląskie w Katowicach
- Portret Zofii Dzieduszyckiej (1874), 112,3 × 80 cm, Muzeum Śląskie w Katowicach
- Portret własny (1849), 56 × 46 cm, Muzeum Narodowe w Warszawie
- Portret własny (1853), 57 × 50,5 cm, Muzeum Narodowe we Wrocławiu
- Portret Włodzimierza Dzieduszyckiego (1880), 120 cm, Muzeum Narodowe w Krakowie
- Stróż (1868), 100 x 70 cm, Muzeum Sztuki w Łodzi
- Wojna kokosza (1872), 192,5 × 265 cm, Muzeum Narodowe w Warszawie